# Bohners Lake (Wisconsin)
Bohners Lake es un lugar designado por el censo ubicado en el condado de Racine en el estado estadounidense de Wisconsin. En el Censo de 2010 tenía una población de 2.444 habitantes y una densidad poblacional de 264,47 personas por km².

## Geografía
Bohners Lake se encuentra ubicado en las coordenadas 42°37′20″N 88°17′7″O / 42.62222, -88.28528. Según la Oficina del Censo de los Estados Unidos, Bohners Lake tiene una superficie total de 9.24 km², de la cual 8.5 km² corresponden a tierra firme y (8.07%) 0.75 km² es agua.

## Demografía
Según el censo de 2010, había 2.444 personas residiendo en Bohners Lake. La densidad de población era de 264,47 hab./km². De los 2.444 habitantes, Bohners Lake estaba compuesto por el 97.05% blancos, el 0.33% eran afroamericanos, el 0.29% eran amerindios, el 0.29% eran asiáticos, el 0% eran isleños del Pacífico, el 1.51% eran de otras razas y el 0.53% pertenecían a dos o más razas. Del total de la población el 3.89% eran hispanos o latinos de cualquier raza.